# نهر ساو لورنسو (ماتو غروسو)

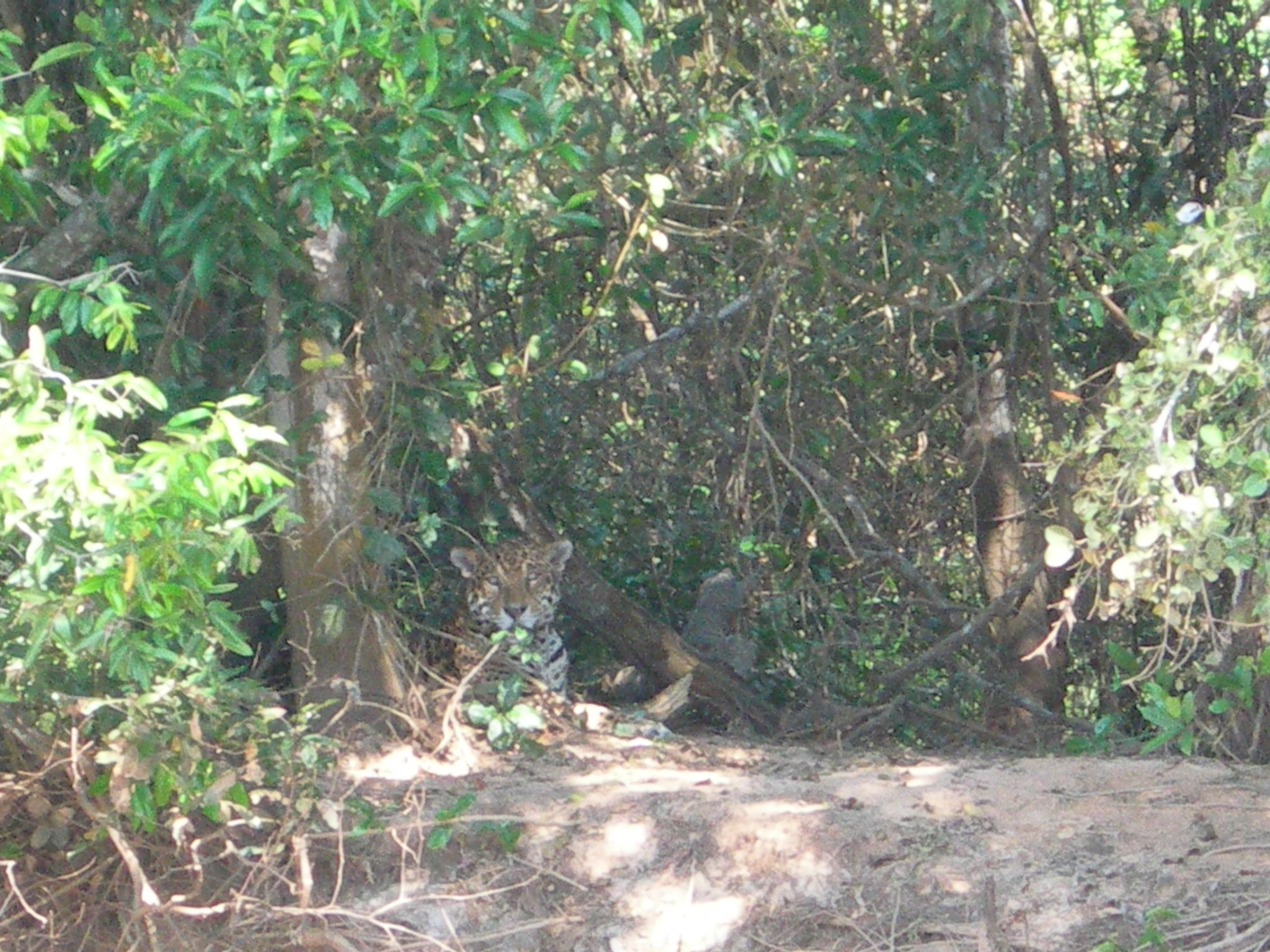
جاغوار أونزا المرقط يستريح على ضفاف نهر ساو لورنسو في بانتانال.

نهر ساو لورنسو هو رافد لنهر باراغواي داخل سهل بانتانال ، وهو سهل غريني يمتد على أجزاء من البرازيل وبوليفيا وباراغواي. يقع حوض نهر ساو لورنسو في ولاية ماتو جروسو في البرازيل. 

## المسار
ينبع نهر ساو لورينسو في جنوب ماتو جروسو، ويطلق عليه أحيانًا نهر بينغارا في مجراه الأعلى. يتدفق غربًا إلى حديقة إنكونترو داس أجواس الحكومية ، حيث ينضم إليه نهر كويابا. يستمر ساو لورينسو في الجنوب الغربي عبر المنتزه ، ثم يحدد الحدود الغربية للجزء الجنوبي من المنتزه. يحد المنتزه من الجنوب نهر بيكويري الذي يحدد الحدود مع ولاية ماتو جروسو دو سول. يتدفق نهر بيكويري غربًا لينضم إلى ساو لورينسو عند الحدود الجنوبية الغربية للحديقة. يستمر ساو لورينسو في الاتجاه الجنوبي الغربي على طول الحدود بين ماتو جروسو وماتو جروسو دو سول حتى تنضم إلى نهر باراغواي. تشكل جزءًا من الحدود الجنوبية لمتنزه بانتانال ماتوغروسنس الوطني قبل انضمامها إلى باراغواي.